# Henri Bentégeat
Pour les articles homonymes, voir Bentégeat.
Henri Bentégeat, né le 27 mai 1946 à Talence (Gironde), est un militaire français. Général d'armée, il est chef de l'état-major particulier du président de la République du 30 avril 1999 au 2 octobre 2002 et chef d'état-major des armées du 30 octobre 2002 au 3 octobre 2006.

## Biographie
Après des études secondaires à Bordeaux, où il obtient un premier baccalauréat (Sciences Ex) en 1963, Henri Bentégeat passe deux ans en classe préparatoire à Saint-Cyr (« Corniche » d'Amade au Lycée Montaigne de Bordeaux) (1963-1965), période pendant laquelle il obtient un second baccalauréat (Philo) en 1964. Il intègre en 1965 l'École spéciale militaire de Saint-Cyr - promotion 1965-1967 « Lieutenant-colonel Driant ». À sa sortie, il choisit les troupes de marine puis passe par l'École d'application de l'Arme Blindée Cavalerie à Saumur.
En 1968, jeune lieutenant, il sert comme chef de peloton au 43e R.B.I.Ma (régiment blindé d'infanterie de marine).
En 1970, il sert au 1er régiment interarmes d'outre-mer (RIOM) à Dakar (Sénégal), comme chef de peloton puis commandant d'escadron d'automitrailleuses.
En 1972, il commande une compagnie motorisée puis (de 1974 à 1977), un escadron de chars (le 3e) du Régiment de marche du Tchad à Montlhéry.
En 1977, il est affecté à l'état-major interarmées des Forces françaises à Djibouti où il est rédacteur au 3e et au 4e bureau.
En 1979, il devient officier presse au Service d'informations et de relations publiques des armées (SIRPA) à Paris. Au cours de cette période il est détaché au Tchad en 1980 et en Centrafrique en 1981.
De 1981 à 1983, il suit les cours de l'Institut d'études politiques de Paris et de l'Université Panthéon-Sorbonne (Paris 1).
En 1983 il est admis à l'École de guerre (Paris).
En 1985, il devient chef du bureau opérations-instruction du régiment d'infanterie-chars de marine (RICM) de Vannes. Au cours de la période, il est chef de mission en Centrafrique et au Tchad (1986).
En 1987, il devient chef du bureau plans, emploi, renseignement à l'état-major de la 9e division d'infanterie de marine à Nantes.
En 1988 il est le chef de corps du RICM à Vannes (le régiment était déjà professionnalisé à cette époque).
En 1990, il devient attaché de défense adjoint à l'ambassade de France à Washington.
En 1992 il est auditeur de la 42e session du Centre des hautes études militaires (CHEM) et de la 45e session de l'Institut des hautes études de Défense nationale (IHEDN).
En 1993, il devient adjoint du chef de l'état-major particulier du président Mitterrand puis (en 1995) du président Chirac  .
En 1996, il est commandant supérieur (COMSUP) des Forces armées aux Antilles (FAA) à Fort-de-France.
En 1998, il devient directeur adjoint de la délégation aux affaires stratégiques (DAS, actuellement DGRIS) du ministère de la Défense.
En avril 1999, il devient chef d'état-major particulier du président de la République .
En octobre 2002, il est nommé chef d’état-major des armées (CEMA).
Du 6 novembre 2006 au 6 novembre 2009, il dirige le comité militaire de l'Union européenne.
Il est admis en 2e section en 2009.
En 2020, il est nommé vice-président du comité d'éthique de la défense par la ministre des armées Florence Parly.
Le 17 avril 2023, il est élu à l'Académie des sciences morales et politiques au fauteuil IV de la section générale, précédemment occupé par Christian Poncelet et avant lui par Bernard Destremau.

### Vie privée
Henri Bentégeat est marié et père de quatre enfants.

## Grades et dates de promotion
- lieutenant - 1968
- capitaine - 1974
- commandant - 1979
- lieutenant-colonel - 1983
- colonel - 1988
- général de brigade - 1995
- général de division - 1998
- général de corps d'armée - 1999
- général d'armée - 2001

## Autres diplômes et distinctions
- Prix de l’Institut français de la mer 2006[4],[5]

## Décorations

### Décorations françaises
- Grand-croix de la Légion d'honneur, 2016[6]
- Commandeur de l'ordre national du Mérite
- Médaille d'Outre-Mer

### Décorations étrangères
- Commandeur de l'ordre du Mérite de la République fédérale d'Allemagne (Allemagne)
- Commandeur de l'ordre de la reconnaissance centrafricaine (Centrafrique)
- Chevalier de l'ordre de Bernardo O'Higgins (en) (Chili)
- Grand-croix de l'ordre du Mérite militaire, distinction blanche (Espagne)
- Commandeur de la Legion of Merit (États-Unis)
- Officier de l'ordre du Mérite (Hongrie)
- Grand officier de l'ordre du Mérite de la République (Italie)
- Chevalier de l'ordre de Mérite du grand-duché de Luxembourg (Luxembourg)
- Grand officier de l'ordre national de Madagascar
- Grand-croix de l'ordre du Ouissam alaouite (Maroc)
- Grand cordon de l'ordre du Mérite militaire (Maroc)
- Médaille de service au Kosovo (OTAN)
- Médaille du Nishan-e-Imtiaz (en) (Pakistan)
- Commandeur de l'ordre national du Lion (Sénégal)
- Chevalier de l'ordre du Mérite militaire (Syrie)
- Grand officier de l'ordre du Mono, 2005 (Togo)[7]

## Publications

### Ouvrages
- Chefs d'État en guerre, Paris, Perrin, 2019, 550 p.
- Aimer l'Armée : Une passion à Partager, Paris, Dumesnil, 2011,  (ISBN 9782365340014)
- Les ors de la République. Souvenirs de 7 ans à l'Élysée, Perrin, 2021.

### Préface
- Christophe Barthélemy, La judiciarisation des opérations militaires, Thémis et Athéna, Paris, L'Harmattan, 2013,  (ISBN 9782336005348).

### Articles
- Le pouvoir politique et les responsables militaires, Revue des deux Mondes, mai 2015. Lire en ligne
- L'avenir de la guerre, revue Esprit, août 2014.